# 蒙古旱獺
蒙古旱獺，又稱西伯利亞旱獺（英語：Siberian marmot；學名种加词意为“西伯利亚的”）、荅剌不花（汉语拼音字母：tarbaga），是旱獺屬的一種啮齿动物，分佈於中國（內蒙古和黑龍江）、蒙古西部和北部及俄羅斯的西南部。在蒙古的阿爾泰山中，它與灰旱獺的分佈範圍重疊。其下有兩個亞種，即M. s. sibirica和M. s. caliginosus。

## 與人類的關係
蒙古人有食用蒙古旱獺的習慣，當地有一道叫做“boodog”的菜就是用旱獺肉和皮製作的。蒙古人一般在秋天捕獵旱獺，這時候的蒙古旱獺為了準備冬眠都吃得很肥。
蒙古旱獺常攜帶鼠疫桿菌，可通過蒙古旱獺角叶蚤叮咬或食用蒙古旱獺肉而傳染給人類。曾有人因生食蒙古旱獺肉而罹患肺鼠疫喪命。清末東北大鼠疫就與蒙古旱獺有關。